# Єнчник
Єнчник (пол. Jęcznik) — село в Польщі, у гміні Щитно Щиценського повіту Вармінсько-Мазурського воєводства.
Населення — 195 осіб (2011).
У 1975-1998 роках село належало до Ольштинського воєводства.

## Демографія
Демографічна структура станом на 31 березня 2011 року:
|          | Загалом | Допрацездатний вік | Працездатний вік | Постпрацездатний вік |
| -------- | ------- | ------------------ | ---------------- | -------------------- |
| Чоловіки | 97      | 23                 | 64               | 10                   |
| Жінки    | 98      | 16                 | 61               | 21                   |
| Разом    | 195     | 39                 | 125              | 31                   |